# Michael Dolan
Michael Dolan (Oklahoma City, 21 juni 1965) is een Amerikaans acteur en filmregisseur.

## Biografie
Dolan is geboren in Oklahoma City maar groeide op in Toronto (Canada). 
Dolan begon in 1985 met acteren in de televisieserie The Edison Twins. Hierna heeft hij nog meerdere rollen gespeeld in televisieseries en films zoals Hamburger Hill (1987), Law & Order (1993-1995), Courage Under Fire (1996) en Lolita (1997).
Dolan is ook actief in het theater, hij maakte in 1987 zijn debuut op Broadway in het toneelstuk Breaking the Code in de rol van Ron Miller, hierna heeft hij in 1989 in het toneelstuk A Few Good Men gespeeld in de rol van Louden Downey.
Dolan is de laatste jaren ook leraar op de St. Stephan's Episcopal School in Austin (Texas) in het vak film.

## Filmografie

### Films
Uitgezonderd korte films.
- 2010 Mars –als ESA commandant David Jones
- 1999 The Hunley – als Becker
- 1997 Lolita – als Dick
- 1997 Peacekeepers – als Zool
- 1996 Courage Under Fire – als soldaat
- 1996 Chasing the Dragon – als Hal
- 1995 Young Again – als hulp coach
- 1992 The Turning – als Clifford Harnish
- 1991 Necessary Roughness – als Eric Hansen
- 1991 In the Line of Duty: Manhunt in the Dakotas – als Earl Mackie
- 1988 Liberace: Behind the Music – als Scott Thorsen
- 1988 Biloxi Blues  -als James J. Hennesey
- 1987 Hamburger Hill – als Harry Murphy
- 1987 Light of Day – als Gene Bodine
- 1985 The Execution of Raymond Graham – als Richie Neal

### Televisieseries
Uitgezonderd eenmalige gastrollen.
- 1992 I'll Fly Away – als Francis – 3 afl.

### Filmregisseur
- 2019 Charles & The Duke - korte film
- 2011 Antidote for Despair - korte film
- 2011 Slacker 2011 - film
- 2010 Dance with the One - film

- Bibliothèque nationale de France: cb14172423k (data)
- International Standard Name Identifier: 0000 0001 1448 3777
- Library of Congress Control Number: no2001093253
- Nationale Bibliotheek van Israël: 987007352033405171
- Virtual International Authority File: 75974833
- WorldCat: E39PBJrRhC8XTHgBhdQXBGtYfq